# Tunnel de Bocognano
Le tunnel de Bocognano, également appelé Tunnel d'Aria Piana, est un tunnel routier de Corse-du-Sud de 445 mètres de long emprunté par la Route territoriale 20 depuis la fin des travaux en 2010. Avec le Viaduc de Bocognano, il constitue le contournement de la commune.

## Histoire
Le tunnel est construit dans le projet d'un contournement du village sur une longueur de 4.5 kilomètres, qui permet d'éviter la traversée restreinte et difficile de la commune et de raccourcir la distance qui était auparavant de 6 kilomètres. Il fut percé sur un tracé à forte pente, qui partait du rond-point à la jonction des RN 193 et D27 à 624 m d'altitude, jusqu'au pont de Sellola à 876 m d'altitude.

### Entreprises
- Groupement - Corse Travaux - Spie Batignolles TPCI.
- Monotube percé à l'explosif en zone granitique et au brise-roche sur engin en zone de failles.
- Montant des travaux : 22,6 M€

### Sécurité
En novembre 2012, Un exercice d'alerte chimique fut réalisé dans le tunnel.